# Mitja marató

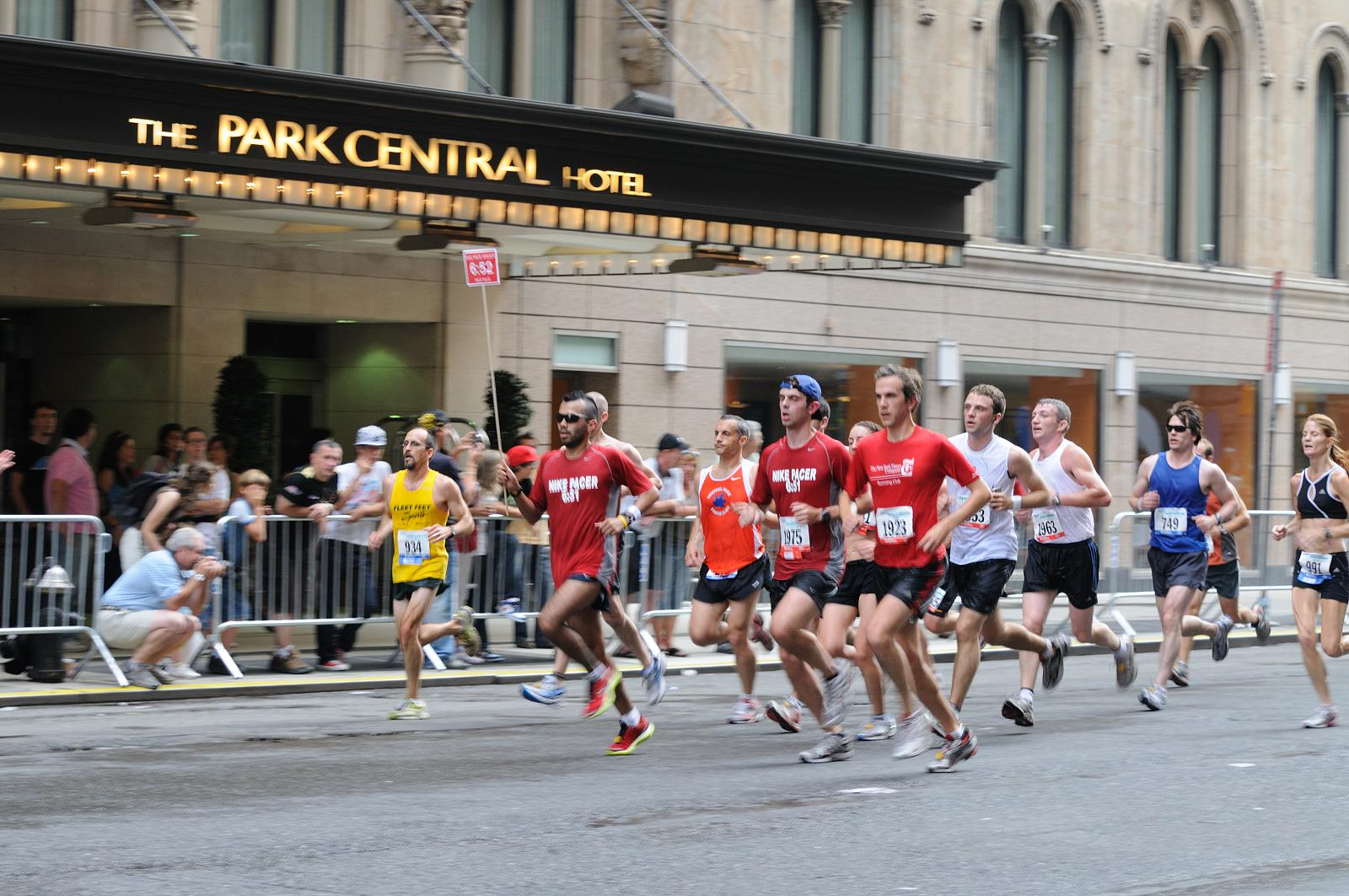
Mitja Marató de Nova York

La mitja marató és una prova d'atletisme de fons que consisteix en recórrer la distància establerta de 21,097 quilòmetres (la meitat de la distància d'una marató sencera) en el menor temps possible. Se solen córrer sobre asfalt. Són curses força populars, ja que tot i ser una distància gens menyspreable, és prou fàcil d'organitzar. Per aquest motiu, a les poblacions d'arreu de Catalunya se celebren cada any diverses mitges maratons. La mitja marató més antiga del món se celebra a Luxemburg, la Route du Vin Half Marathon.

## Llista de mitges maratons d'asfalt a Catalunya[1]
| - Balaguer - Banyoles - Barcelona - Calella Mitja Marató Costa Barcelona Maresme - Cambrils - Castellbisbal - Castelldefels - Cunit - El Pont de Suert - Empúries - Girona - Gavà - Granollers |  | - Igualada - Lleida - Mataró - Mollerussa - Montornès - Olot - Puigcerdà - Reus - Ripoll - Riudoms - Roda de Ter - Sabadell - Salou |  | - Sant Cugat del Vallès - Sitges - Tarragona - Tàrrega - Terrassa - Tortosa - Tossa de Mar - Valls - Vic - Vilafranca del Penedès - Vilanova i la Geltrú |  |  |

## Llista de mitges maratons de muntanya a Catalunya
| - Aiguafreda - Collserola - Sant Llorenç Savall - Sant Hilari Sacalm - Santa Coloma de Queralt - Santa Maria de Queralt |

## Rècords del món
- Masculí: 57:32, per Kibiwott Kandie de Kenya el 6 de desembre de 2020, a València[2]
- Femení: 1.02:52, per Letesenbet Gidey d'Etiòpia el 24 d'octubre de 2021[3]